# جزيرة بيرا
جزيرة بيرا وهي جزيرة من جزر إندونيسيا، وتقع في إقليم جاكارتا.